# Saint-Seine-en-Bâche
 Saint-Seine-en-Bâche  là một xã ở tỉnh Côte-d'Or trong vùng Bourgogne-Franche-Comté, phía đông nước Pháp. Khu vực này có độ cao trung bình 180 mét trên mực nước biển.